# Dominique Michel
Pour les articles homonymes, voir Michel.
Dominique Michel, nom de scène d'Aimée Sylvestre, née le 24 septembre 1932 à Sorel, est une chanteuse, humoriste et actrice québécoise.

## Biographie
Fille de Jean-Noël Sylvestre, mécanicien, et d'Émérentienne Dupuis, Aimée Sylvestre, de Sorel, déménage dans la petite enfance dans le quartier Rosemont de Montréal. Elle prend des cours de piano classique à l'école supérieure de musique de Lachine et plus tard au Conservatoire de musique de Montréal, ainsi que des cours d'art dramatique chez Madame Audet.

### Au cabaret
Elle entame sa carrière très jeune (19 ans) dans les cabarets comme chanteuse, notamment au Café Montmartre à Montréal. Elle change son nom en s'inspirant du comédien français Michel Auclair. Elle y obtient un certain succès et rapidement sera engagée dans de nombreux cabarets montréalais et en province. Elle est de plus en plus connue et fait des tournées des cabarets au Québec avec les vedettes de l'époque : Armande Cyr, Guylaine Guy, Colette Bonheur, Jeanne-D'Arc Charlebois, Conrad Bouchard, Roméo Pérusse, etc. C'est au cours de cette période qu'elle rencontre Denise Filiatrault, qui deviendra sa grande complice.
Elle reçoit un appel de Jacques Normand pour faire partie de la revue du Cabaret Saint-Germain-des-Prés (au coin des rues Sainte-Catherine et Saint-Urbain à Montréal). À cette époque, Jacques Normand est la grande vedette du Québec et cet engagement propulsera sa carrière et lui permettra de côtoyer certaines des grandes vedettes de l'époque tels Paul Berval et Gilles Pellerin.
Puis, en 1954, elle réalise un rêve et fait un long séjour à Paris où elle tente sa chance comme chanteuse avec plus ou moins de succès. Elle y rencontre toutefois de nombreux artistes québécois et français : Félix Leclerc, Charles Aznavour, Michel Legrand et la chanteuse québécoise Guylaine Guy. Lors de ce séjour, elle rencontre aussi Raymond Lévesque, qui lui écrit ses premières chansons : La Petite Canadienne, La Famille.
Dès son retour à Montréal, elle sera de la troupe «Le Beu qui rit» de Paul Berval, le cabaret le plus populaire et estimé de l'époque. Elle y travaillera avec Paul Berval, Denis Drouin, Jacques Lorain, Denise Filiatrault, Jean-Claude Deret, Odile Adam et Roger Joubert pendant plusieurs années. La troupe du Beu est invitée ponctuellement à la télévision, notamment à l'émission Music-Hall de Radio-Canada, présentée par Michelle Tisseyre. Dominique Michel y fera donc ses premières présences à la télévision.

### À la télévision
Grâce à Jean Bissonnette (réalisateur à l'émission Music-Hall), elle devient coanimatrice avec Normand Hudon et Pierre Thériault de l'émission Au p'tit café, à la télévision de Radio-Canada, en 1956. L'année suivante, elle enregistre son plus grand  succès, En veillant su'l'perron, qui se vendra à plus de 100 000 exemplaires, un succès phénoménal pour l'époque.
Elle participe à plusieurs autres émissions de variétés avant la grande aventure de la comédie de situation Moi et l'autre (1966-1972), dont elle partage la vedette avec Denise Filiatrault. Cette série connaît un immense succès pendant les six années de sa diffusion à l'antenne de la télévision de Radio-Canada.
De 1977 à 1982, elle obtient plusieurs premiers rôles dans des séries télévisées (Dominique, Chère Isabelle et Métro-boulot-dodo), en plus de démontrer maintes fois ses multiples talents dans les revues de fin d'année Bye Bye de Radio-Canada. Elle participe à 17 de ces rendez-vous annuels du réveillon du Jour de l'an.
Elle est également humoriste. Elle a notamment partagé la vedette avec Daniel Lemire et fait l'animation à plusieurs reprises du Festival Juste pour rire. Elle participe à quelques galas de Juste pour rire, en particulier un avec Patrick Huard. Elle a assuré la mise en scène d'un des one-woman show de Cathy Gauthier.
Elle joue dans le téléroman Virginie le rôle de Geneviève Leblanc, directrice générale de l'école secondaire Sainte-Jeanne-d'Arc.
En septembre 2017, Dominique Michel accorde une rare entrevue à l'animateur Paul Arcand sur les ondes de TVA, où elle se confie sur plusieurs pans de sa vie. L'entrevue permet d'apprendre, entre autres, qu'elle ne parle plus à Denise Filiatrault, pour des raisons saugrenues. Les deux personnalités demeurent dans les mêmes immeubles à condominiums, à Montréal et en Floride, mais ne s'adressent plus la parole.
À l'automne 2018, le musée Grévin de Montréal inaugure pour souligner les 50 ans du Bye Bye, une exposition consacrée à ce phénomène télévisuel. Le musée, par la même occasion, dévoile la statue de cire de Dominique Michel.
Le 31 décembre 2018, Dominique fait une apparition dans le Bye Bye de fin d'année à Radio-Canada, à l'occasion des cinquante ans de l'émission.
À l'hiver 2019, les Enfants de la télé présente une émission spéciale consacrée à Dominique Michel, où René Simard, Patrice L'Écuyer, Cathy Gauthier, Sylvie Moreau et plusieurs autres personnalités ayant marqué la carrière de Dominique Michel sont invités. L'émission a été enregistrée à la fin septembre 2018.
Le 28 décembre 2024 elle est invitée vedette à une émission spéciale du temps des fêtes portant sur son apport majeurs aux Bye Bye et à la société québécoise, émission animé par Stéphane Laporte sur les ondes d'ICI Première ,

### Au cinéma
Au cinéma, elle joue pour la première fois dans Tiens-toi bien après les oreilles à Papa, avec Yvon Deschamps, en 1971. Elle joue pour le cinéaste Denys Arcand dans deux films qui connaissent un grand retentissement au Québec et à l'extérieur du Québec : Le Déclin de l'empire américain et Les Invasions barbares. Elle fait aussi partie de la distribution de plusieurs films, à partir de 1987 jusqu'à aujourd'hui.

## Vie personnelle
Mariée au joueur de hockey Camille Henry en 1958, leur mariage est très médiatisé.
En 1974, Dominique Michel est victime d'une fraude financière majeure de la part de son avocat de l'époque. Comme elle travaillait beaucoup, Dominique avait signé des chèques en blanc qu'elle a remis à son avocat afin de faciliter le paiement de ses factures. Après avoir découvert que son compte bancaire est à découvert, elle entreprend des démarches qui la mènent à apprendre les transactions non autorisées de son avocat. Au total, Dominique Michel perd plus de 450 000 $ dans cette affaire.[réf. nécessaire]
Elle publie une autobiographie en 2006 comportant plus de 500 pages. 
Le 16 juin 2010, elle annonce souffrir d'un cancer colorectal. Le 18 juin elle se fait opérer, avec succès, fait-elle savoir.
En juin 2013, Dominique Michel fait don de ses souvenirs à Bibliothèque et Archives nationales du Québec,. Le fonds d'archives de Dominique Michel est conservé au centre d'archives de Montréal de Bibliothèque et Archives nationales du Québec.
En août 2018, Dominique Michel est victime d'un malaise cardiaque. Elle est ensuite hospitalisée, puis elle est dotée d'un stimulateur cardiaque.

## Discographie

### Albums
- 1959 : Dominique Michel (Music-Hall, 33-105; Réédition Adagio, 298005)
- 1962 : Dominique Michel en personne (1962, Vénus, VL-305)
- 1963 : Un p'tit bout de femme (Apex, ALF-1559; Réédition Lero, L-743)
- 1966 : Moi, j’aime Dominique (Apex, ALF-1587)
- 1971 : Rendez-vous avec Dominique (Trans-Canada, TSF 1438)
- 1979 : Showtime, Dominique, Showtime (Énergie, ENG-4201)
- 1982 : Dominique en forme (Exercices de conditionnement physique) (CBS, PFCX-80073)

### Simples
- 1954 : Une petite canadienne – Le Rapide blanc (Barclay, 60001)
- 1954 : La Grenouille – Simone, la pâtissière (Barclay, 60002)
- 1957 : Sur l'perron – La Famille (Pathé, PAM 77.132)
- 1957 : Cigarettes & Whisky – Les Plaines d'Abraham (Music Hall, 45-103)
- 1958 : Reviens Billy – Coco polka (Music Hall, 45-111)
- 1958 : Qu'on est bien – Allô ! Mon cœur (Music Hall, 45-126 / avec Jean Coutu)
- 1958 : Caroline – Les Dimanches (Music Hall, 45-127)
- 1959 : La Voisine – Ah! (Music Hall, 45-129)
- 1960 : Ne joue pas – Pilou pilou hé (Music Hall, 45-136)
- 1960 : Le Ruine-babines – La Voisine (Music Hall, 45-138)
- 1960 : La Petite Voleuse – Une femme m'a dit bonjour (avec Paul Bédard) (Variétés, 45-7023)
- 1962 : L'Été – Un clair de lune à Saint-Tite (Vénus, VS 3028)
- 1962 : Jus d'orange et café (avec Normand Hudon) – Le Sauvage du nord (Apex Français, 13231)
- 1963 : La Pitoune – C'est ça qui m'intéresse (Vénus, VS 3031)
- 1963 : On a juste l'âge – Tu ne penses qu'à ça (Apex, 13310)
- 1964 : Dix petits indiens – Merci (Apex, 13358)
- 1964 : C'est bien joli d'être copains – Le Chou chou de la classe (Apex, 13365)
- 1965 : Il ne faut pas pleurer – Je me souviens (Apex, 13385)
- 1965 : Un garçon – Puisque tu pars (Apex, 13399)
- 1965 : Une grenouille dans le vent – Rola lee rolalum (Apex, 13421)
- 1966 : Ces bottes sont faites pour marcher – Ce que je veux surtout (Apex, 13438)
- 1966 : Il va falloir te faire soigner – Sonny (Apex, 13455)
- 1967 : Je crois que je vais pleurer – Je t'aime (avec Michel Louvain) (Apex, 13476)
- 1967 : La Mini-jupe – Les Mal-aimés (Jupiter, JP.1087)
- 1967 : Opération TV – Montréal (Jupiter, JP 1108)
- 1968 : Y'a du soleil – Laid' comm' qu'a l'est (Jupiter, JP 1143 / Avec Denise Filiatrault)
- 1970 : Je suis amoureuse d'un pompier – Enroulés de soleil (Jupiter, JP.1203)
- 1971 : Où sont passés tous mes amis – Un homme (Trans-Canada, TC 3352)
- 1971 : Pauvre playboy – Grand-mère (avec Nana de Varennes) (Trans-Canada, TC 3361)
- 1971 : Mommy, Daddy (avec Marc Gélinas) – Instrumental (Trans-Canada, TC 3406)
- 1972 : Le Grande Patente (avec Danielle Ouimet et Benoît Marleau) – Je drague (par Danielle Ouimet) (Trans-Canada, TC 3441)
- 1973 : Y'a toujours moyen d'moyenner (avec Willie Lamothe) – Tu parles d'un beau char (inst.) (London, LF. 1042)
- 1974 : Un homme – Marie-toi (par Aglaé) (Millionnaires, MF-100331 - réédition)
- 1975 : Les Aventures d'une jeune veuve – Instrumental (Franco FD, FR-4906)
- 1976 : Tu me veux – Instrumental (Solo, SO-11404)
- 1978 : La Saison de l'amour (avec Jacques Thisdale) – Instrumental (Visa, VI-5804)
- 1978 : Je suis up, je suis down – Instrumental (Disques Énergie, ENG 801)
- 1979 : Hiver maudit (J'hais l'hiver)[15] – Instrumental (Disques Énergie, ENG 4201)
- 1982 : Dodo pas à peu près – Instrumental (Saisons, SNS-6511)
- 1982 : S'aimer comme avant (avec Jacques Boulanger) – Instrumental (Paroles & Musique, PM-004)
- 1985 : Les Yeux de la faim – Les Yeux de la faim (Fondation Québec-Afrique, projet collectif « Les Yeux de la faim ») (Kébec-Disc, KD-12-1985 ; Réédition Kébec-Disc, KD-1985)

### Compilations
- 1968 : Dominique Michel (RCA Victor Gala, CGP-287)
- 2006 : 25 chansons souvenirs (Disques Mérite, 22-2468)
- 2006 : 28 chansons souvenirs (Disques Mérite, 22-2469)

### Collaborations et performances en tant qu'artiste invité
- 1957 : 12 chansons canadiennes (Pathé, PAM 68.000 ; Réédité en 1976 En veillant sur le perron avec titres supplémentaires, Capitol, SKB 70047)
- 1959 : Difficultés temporaires (Music-Hall, 33-107)
- 1963 : Muriel Millard et Dominique Michel (Coda, KV.609)
- 1966 : Moi et l'autre (avec Denise Filiatrault) (Jupiter, JDY-7005)
- 1985 : Juste pour rire (TBS, 505)

Consulter également la Discographie de l'émission Moi et l'autre.

## Filmographie sélective

### Cinéma
- 1971 : Tiens-toi bien après les oreilles à Papa de Gilles Richer : Suzanne David
- 1973 : J'ai mon voyage ! (Quand c'est parti, c'est parti !) de Denis Héroux : Danielle Cartier
- 1973: Y a toujours moyen de moyenner ! de Denis Héroux: La Mère Supérieure
- 1974 : Les Aventures d'une jeune veuve, de Roger Fournier : Hélène
- 1976 : Je suis loin de toi mignonne, de Claude Fournier : Rita
- 1984 : Le Crime d'Ovide Plouffe de Denys Arcand : l'agent de voyage
- 1986 : Le Déclin de l'empire américain de Denys Arcand : Dominique
- 1987 : Un zoo la nuit de Jean-Claude Lauzon : la réceptionniste
- 1988 : Les Tisserands du pouvoir de Claude Fournier : Henriette Fontaine
- 1988 : Les Tisserands du pouvoir II: La Révolte de Claude Fournier : Henriette Fontaine
- 1994 : Louis 19, le roi des ondes (Reality Show) de Michel Poulette : Aline Jobin
- 1999 : Laura Cadieux... la suite de Denise Filiatrault : la belle-mère
- 2003 : Les Invasions barbares de Denys Arcand : Dominique

### Télévision
- 1956 - 1961 : Au p'tit café, émission de variétés : elle-même
- 1965 - 1966 : Toast et Café
- 1966 - 1972 : Moi et l'autre, série : Dominique André
- 1971 - 1976 : Bye Bye, émission de variétés[16] : elle-même
- 1976 - 1977 : Chère Isabelle, série : Isabelle Robert
- 1977 - 1979 : Dominique, série : Dominique Dupuis
- 1981 : Les Enquêtes du commissaire Maigret, série, épisode 51 : secrétaire de commissariat
- 1982 : Métro-boulot-dodo, série : Andrée Chevalier
- 1983 - 1986 : Bye Bye, émission de variétés[16] : elle-même
- 1984 - 1985 : Le 101, ouest, avenue des Pins (série télévisée) : Sonia Tétrault
- 1988 - 1991 : Bye Bye, émission de variétés[16] : elle-même
- 1992 : Montréal ville ouverte, série : Anna Lebel-Beauchamps
- 1993 - 1997 : Bye Bye, émission de variétés[16] : elle-même
- 1994 : La Petite Vie, série, épisode Belle-Moman : Belle-Moman
- 1995 : Moi et l'autre, série : Dominique André
- 1999 - 2003 : Catherine, série : Rachel Salvail
- 2004 - 2005 : Virginie, série : Geneviève Leblanc
- 2005 : Tout le monde en parle, entrevue du  27 mars : elle-même
- 2006 : Tout le monde en parle, entrevue du 22 octobre : elle-même
- 2007 : Taxi 0-22, série, épisode du 15 mars Dominique Michel : elle-même

## Distinctions
- 1966 : Miss Radio-Télévision du Québec[17]
- 1977 : Prix des arts de la scène du Gouverneur général
- 1977 : Trophée Olivier-Guimond
- 1992 : Prix Victor du Festival Juste pour rire
- 1994 : Officier de l'Ordre du Canada
- 1995 : Grand prix Gémeaux de l'Académie canadienne du cinéma et de la télévision (conjointement avec Denise Filiatrault)
- 2001 : Prix Gémeau, Meilleure interprétation féminine dans un rôle de soutien : téléroman, comédie de situation ou humour
- 2002 : Chevalier de l'Ordre national du Québec
- 2002 : Grands Montréalais
- 2005 : Prix Gémeaux de la personnalité des vingt dernières années
- 2013 : Médaille d'honneur de l'Assemblée nationale[18]
- 2015 : Adisq Félix Hommage
- 2023 : Gala les Olivier Prix Merci pour tout